# Pseudotragocephala nigropicta
Pseudotragocephala nigropicta – gatunek chrząszcza z rodziny kózkowatych i podrodziny zgrzypikowych. Jedyny przedstawiciel rodzaju Pseudotragocephala.

## Zasięg występowania
Gatunek ten występuje na Komorach.